# Ambatondrazaka Sub Urbaine
Ambatondrazaka Sub Urbaine è un comune del Madagascar situato nel distretto di Ambatondrazaka, regione di Alaotra Mangoro. 
La popolazione rilevata nel censimento 2001 era pari a 20 210 unità.